# Salishella
Salishella is een geslacht van rechtvleugeligen uit de familie grottensprinkhanen (Rhaphidophoridae). De wetenschappelijke naam van dit geslacht is voor het eerst geldig gepubliceerd in 1939 door Hebard.

## Soorten
Het geslacht Salishella  is monotypisch en omvat slechts de volgende soort:
- Salishella mirabilis (Hebard, 1939)